# Joy (filme)
Joy (bra: Joy: O Nome do Sucesso; prt: Joy) é um filme estado-unidense de 2015 do género comédia dramático-biográfica, realizado por David O. Russell, com argumento escrito por ele e Annie Mumolo baseado na vida da inventora Joy Mangano.
Protagonizado por Jennifer Lawrence, Bradley Cooper, Robert De Niro e Édgar Ramírez, estreou-se nos Estados Unidos a 25 de dezembro de 2015. Em Portugal estreou-se a 7 de janeiro de 2016, e no Brasil a 21 de janeiro do mesmo ano. O filme recebeu respostas mistas da crítica especializada, com pontos negativos em relação ao roteiro e a direção de Russell, contudo a performance de Lawrence recebeu aclamação, rendendo-lhe o Globo de Ouro de melhor atriz em comédia ou musical e uma indicação ao Óscar de melhor atriz.

## Sinopse
Mãe solteira de três e morando com filhos, ex-marido e pais divorciados sob o mesmo teto, Joy Mangano finalmente investir em sua invenção: um eficiente e inovador esfregão.

## Elenco
- Jennifer Lawrence como Joy Mangano[8]
  - Isabella Crovetti-Cramp como Joy Mangano (jovem)[9]
- Robert De Niro como Rudy Mangano, o pai de Joy[10]
- Bradley Cooper como Neil Walker, o executivo da QVC (Quality, Value, Convenience)[11]
- Édgar Ramírez como Tony Miranne[12]
- Diane Ladd como Mimi, a avó de Joy[13]
- Virginia Madsen como Terri Mangano, a mãe de Joy[13]
- Isabella Rossellini como Trudy, a namorada do pai de Joy e financiadora da própria[13]
- Elisabeth Röhm como Peggy, a meia-irmã de Joy[14]
- Madison Wolfe como Peggy (jovem)
- Dascha Polanco como Jackie, a melhor amiga de Joy[15]
  - Emily Nunez como Jackie (jovem)
- Melissa Rivers como Joan Rivers[16]
- Donna Mills como Priscilla[17]
- Susan Lucci como Danica[18]
- Maurice Benard como Jared[18]
- Laura Wright como Clarinda[18]
- Alexander Cook como Bartholomew
- Jimmy Jean-Louis como Touissant
- Drena De Niro como Cindy

## Dubladores no Brasil
- Estúdio de dublagem: Delart[19]
- Direção de Dublagem:  Manolo Rey[19]
- Cliente:  Fox[19]
- Tradução:  Dilma Machado[19]
- Técnico(s) de Gravação:  Léo Santos[19]

Elenco
- Joy: Mariana Torres[19]
- Rudy: Helio Ribeiro[19]
- Neil Walker: Philippe Maia[19]
- Tony Miranne: Duda Espinoza[19]
- Trudy: Lina Rossana[19]
- Mimi: Geisa Vidal[19]
- Jackie: Natali Pazete[19]
- Peggy: Flavia Saddy[19]
- Christy: Eduarda Móras[19]
- Terry: Aline Ghezzi[19]

## Produção
Em janeiro de 2014, David O. Russell anunciou que seu próximo projeto cinematográfico seria sobre a história da inventora e empresária norte-americana Joy Mangano. Russell escolheu Jennifer Lawrence para ser a protagonista do filme, com John Davis e John Fox como os produtores no estúdio Davis Entertainment ao lado de Ken Mok, enquanto a 20th Century Fox ficava responsável pelos direitos de distribuição. No início de novembro 2014, Russell disse que foi "uma grande oportunidade fazer algo que nem Jennifer, nem eu tínhamos feito." Ele também revelou que gostaria que Robert De Niro participasse do elenco e que também seria criado um papel para Bradley Cooper estrelar no filme. Em 11 de novembro, foi noticiado que De Niro estava em negociações finais para regressar à equipa com Russell e Lawrence no filme para atuar como o pai de Mangano. Eles já haviam trabalhado juntos no filme Silver Linings Playbook e, em seguida, De Niro havia feito uma participação especial no filme American Hustle. Russell reescreveu o argumento de Annie Mumolo. Mais tarde em 17 de novembro, De Niro confirmou sua participação, dizendo: "Sim, vou fazer algo com eles. Irei atuar como um pai." No início de dezembro de 2014, Cooper foi oficialmente escolhido para estrelar junto com Lawrence, no papel de um executivo da Quality, Value, Convenience que ajuda Joy, dando um impulso na invençao Miracle Mop. Em 8 de dezembro, Édgar Ramírez foi escolhido para atuar como Tony Miranne, ex-marido de Joy e também ex-colega da Universidade Pace. A notícia sobre o elenco adicional que contava com Isabella Rossellini, Diane Ladd, e Virginia Madsen foi publicada em 17 de fevereiro de 2015. Isabella Crovetti-Cramp atuou como Joy, na adolescência. Em fevereiro outro título de produção foi revelado, "Kay's Baptism." Em 27 de fevereiro foi anunciado que Elisabeth Röhm foi escolhida para o papel de Peggy, a meia-irmã de Joy Mangano.

### Filmagens
As filmagens começaram em fevereiro de 2015, logo depois, quando De Niro terminou suas filmagens em Dirty Grandpa. Originalmente as filmagens estavam programadas para 9 de fevereiro de 2015, em Boston, Massachusetts, onde seria o terceiro filme de Russell, gravado na área. Devido a neve na cidade, as filmagens foram remarcadas para 19 de fevereiro, na Federal Street em Wilmington. Mas a filmagem acabou sendo em Boston, no dia 16 de fevereiro de 2015. Em 19 de fevereiro, Lawrence foi vista filmando com uma rapariga. Em 20 de fevereiro, Lawrence e Ramirez filmaram mais cenas. Em Wilmington, as filmagens duraram até 26 de fevereiro de 2015. Em 27 de fevereiro de 2015, Lawrence postou no Facebook que os rumores sobre seus confrontos com Russell nas filmagens eram falsos, dizendo, "David O. Russell é um dos meus amigos mais próximos e temos uma relação incrível de trabalho colaborativo. Adoro este cara e ele não merece este falso tabloide. O filme está um máximo e estou muito feliz de fazer parte dele!" Depois de terminar as filmagens em Wilmington, a produção mudou-se para North Reading, onde as gravações aconteceram entre 2 a 4 de de março de 2015. A produção voltou a filmar em North Reading em 11 a 12 de março. Em 19 de março, a filmagem foi feita em Winchester, Massachusetts. Em 23 de março, as filmagens aconteceram em North Reading. Nos dias 4 a 7 de abril, Lawrence e De Niro filmaram em Lynn, Massachusetts. Em 11 a 13 de abril, o elenco se preparou para filmar na Washington Street, no centro de Haverhill, Massachusetts em 14 de abril.

## Recepção
No Rotten Tomatoes, o filme tem um índice de aprovação de 60%, com base em 227 comentários, com uma classificação média de 6.3/10. O consenso do site diz: "Joy é ancorada por um forte desempenho de Jennifer Lawrence, embora a abordagem incerta do diretor David O. Russell para seu fascinante conto baseado em fatos apenas esporadicamente faísca rajadas da emoção da titular". No Metacritic, o filme tem uma pontuação média ponderada de 56 de 100, baseada em 48 críticos, indicando "revisões mistas ou médias". O público entrevistado pela CinemaScore deu ao filme uma nota média de "B+" em uma escala de A+ a F.